# Utopía (Doctor Who)
Utopía es el undécimo episodio de la tercera temporada moderna de la serie británica de ciencia ficción Doctor Who, emitido originalmente el 16 de junio de 2007. Es la primera parte de una historia en tres partes que continúa en El sonido de los tambores y concluye en El último de los Señores del Tiempo. En este episodio regresa John Barrowman como el capitán Jack Harkness, y regresa el personaje de El Amo, interpretado por Derek Jacobi y John Simm. La trama se sitúa justo después de los eventos del final de la primera temporada de Torchwood y sirve, además de conclusión de la temporada de Doctor Who, como puente entre la primera y segunda temporada de Torchwood, ya que su final se sitúa inmediatamente antes del inicio de la segunda temporada del spin-off.

## Argumento
La TARDIS aterriza en Cardiff para recargar combustible de la falla temporal. El Décimo Doctor (David Tennant) dice que sólo le tomará 20 segundos porque ha estado activa recientemente (El fin del mundo, episodio de Torchwood). El Doctor ve en la pantalla del escáner al capitán Jack Harkness (John Barrowman) que va corriendo hacia la TARDIS, y se desmaterializa. Jack se agarra a la cabina, haciendo que la TARDIS vuele hasta el fin del universo intentando librarse de él, agarrado en el exterior mientras la nave vuela por el Vórtice del Tiempo. A la llegada, Martha (Freema Agyeman) nota que Jack está muerto, pero en segundos resucita y se presenta. Él les dice que quería encontrar al Doctor, así que regresó a la Tierra usando el manipulador del vórtice de su muñeca, pero se quedó atrapado en el siglo XIX y el aparato se rompió. Jack decidió asentarse en la falla de Cardiff y esperar, sabiendo que el Doctor tarde o temprano aterrizaría allí para recargar combustible. Mientras exploran el planeta, encuentran una ciudad abandonada, y el Doctor nota que se encuentran en la época cercana al fin del universo. Encuentran a un humano solitario corriendo por su vida huyendo de los Futuros, humanoides caníbales que quieren comerle. Intenta llegar a una base de lanzamiento cercana para conseguir transporte hasta "Utopía", la última esperanza de la raza humana.
El Doctor, Jack y Martha ayudan al hombre a llegar a la base. Una vez allí, conocen al anciano profesor Yana (Derek Jacobi) y su asistente insectoide Chantho (Chipo Chung). El profesor le pide al Doctor que examine los motores del cohete para determinar por qué no funcionan, y el Doctor le ayuda a repararlos. Durante las reparaciones, el profesor oye repetidamente en su cabeza un ritmo de tambores que le distrae. Le explica que ha estado escuchando los tambores desde que tiene memoria, pero no sabe qué significan. Cuando el cohete está listo para partir, los supervivientes entran en su interior, y el Doctor usa la TARDIS para ayudar a encenderlos. Uno de los Futuros se revela y destruye algunos paneles de control, provocando una sobrecarga que apaga el sistema. Un hombre intentando eliminar los ganchos de los motores muere, y el capitán Jack decide entrar en la habitación llena de radiación para terminar el trabajo.
Mientras Jack está dentro trabajando, el Doctor admite que abandonó a Jack a propósito (El momento de la despedida) en el satélite 5 por la inmortalidad de Jack. Entonces hablan de la reciente regeneración, y sus palabras afectan al profesor Yana, que comienza a oír los tambores de su cabeza más y más fuerte, y debe sentarse para recuperarse. Jack termina el trabajo, y el cohete vuelve estar listo para volar. El profesor revela que sólo se puede lanzar desde la base, lo que significa que Chantho y él planeaban quedarse atrás. La secuencia de lanzamiento comienza, y Martha va a ver al profesor Yana. Queda aterrorizada al ver que tiene un reloj de bolsillo idéntico al que el Doctor tenía en Naturaleza humana y La familia de sangre. Sin querer, llama la atención del profesor hacia él, eliminando su filtro de percepción. Ella corre a hablarle de todo al Doctor, cuando el profesor oye de repente voces que vienen del reloj.
El Doctor inicia la secuencia de lanzamiento al mismo tiempo que el profesor Yana abre el reloj. Un frenético Doctor corre de vuelta hacía la sala de control, pero el profesor cierra el silo y abre las puertas exteriores. Los Futuros invaden la base y corren hacia el Doctor, Jack y Martha. Chantho se enfrenta al profesor y le pregunta qué está haciendo, y él le contesta que su nombre es El Amo, tras lo cual le ataca con un cable encendido, aunque ella logra dispararle antes de morir. El Amo, herido, entra dentro de la TARDIS. El Doctor llega hasta la sala de control cuando el Amo cierra y sella la puerta de la cabina. Muriéndose por el disparo de Chantho, el Amo declara que será joven y fuerte como el Doctor, y comienza a regenerarse. El recién regenerado Amo se burla del Doctor por un intercomunicador con una voz que Martha reconoce. Entonces se marcha en la TARDIS, pero el Doctor usa el destornillador sónico para bloquear las coordenadas de la TARDIS entre ese lugar y el lugar anterior que habían visitado. El episodio termina en cliffhanger cuando la TARDIS desaparece, dejando al Doctor, Martha y Jack atrapados con los Futuros a punto de derribar la puerta.

### Continuidad
Utopía explica el mensaje críptico del Rostro de Boe de "tú no estás solo" en el episodio Atasco. Se estaba refiriendo al Amo, otro Señor del Tiempo. La idea de usar un reloj de bolsillo para disfrazar de humano a un Señor del Tiempo se introdujo en Naturaleza humana/La familia de sangre, cuando el Doctor se disfraza de humano, John Smith. Aquí se introdujo como piedra angular del clímax del episodio, para revelar la verdadera identidad del Amo.
Jack Harkness usa la mano cortada del Doctor en La invasión en Navidad como "detector del Doctor". La mano está metida en una jarra de líquido que burbujea cuando el Doctor está cerca. La mano reaparecerá en los episodios El sonido de los tambores, El último de los Señores del Tiempo, La hija del Doctor, La Tierra robada y El fin del viaje.
En el episodio se produce el regreso del antiguo acompañante Jack Harkness, que fue abandonado por el Noveno Doctor durante El momento de la despedida, y el Amo, cuya última aparición había sido en Doctor Who: La película (1996), siendo esta su primera aparición en la serie moderna. Cuando el reloj está rogrando al profesor que lo abra, se oyen fragmentos de audio correspondientes a apariciones anteriores del Amo, incluyendo la risa de Anthony Ainley y una frase de Roger Delgado procedente de The Dæmons.
Derek Jacobi interpreta a la quinta encarnación en pantalla del Amo, y John Simm es el sexto. Hubo especulaciones de que "Mister Saxon" fuera un anagrama intencionado de "Master No. Six" ("Amo nº seis"), o quizás se trataba de "una gran cortina de humo". Sin embargo, cuando se lo preguntaron, Russell T Davies dijo que no fue deliberado.
El episodio marca la primera vez que el Amo se regeneró en pantalla. Seriales anteriores habían mostrado dos encarnaciones naturales del Amo, la interpretada por Roger Delgado en la etapa del Tercer Doctor de Jon Pertwee y la última encarnación interpretada en The Deadly Assassin y después en The Keeper of Traken. En este último serial, para extender su vida más allá de su última encarnación natural, el Amo se apropió del cuerpo de otra persona (Anthony Ainley), algo que volverá a hacer en Doctor Who: La película (Eric Roberts). En el siguiente episodio, El sonido de los tambores, el Amo dice que los Señores del Tiempo le resucitaron para servir de soldado en la Guerra del Tiempo, presumiblemente dándole un cuerpo nuevo con un nuevo juego de regeneraciones (algo que se le había ofrecido ya en The Five Doctors). Se trata de la segunda vez que se muestra en pantalla la regeneración de un Señor del Tiempo diferente al Doctor, y la primera de la serie moderna. La primera fue la regeneración de K'anpo en Planet of the Spiders. Aunque Romana se regeneró en el primer episodio de Destiny of the Daleks, el proceso pasó fuera de pantalla.
El Amo no deja de oír sonido de tambores a lo largo de todo el episodio. Esto continúa a través de El sonido de los tambores y El último de los Señores del Tiempo, y se convertirá en piedra angular del argumento de El fin del tiempo.

## Producción
Russell T Davies ha dicho que él considera Utopía como una historia separada, pero señala que esa determinación es arbitraria. En las publicaciones Totally Doctor Who y Doctor Who Magazine, se consideran los tres episodios parte de una sola historia.
Este es el primer episodio de la serie moderna en el que aparecen en los títulos iniciales tres actores, añadiendo a John Barrowman como Jack Harkness. En las escenas en las que Jack corre hacia la TARDIS y después cuando Jack aparece muerto tras el viaje por el Vórtice, se escucha una variación de la sintonía de Torchwood. El ritmo de tambores recuerda a la sintonía de Doctor Who tal y como la compuso Ron Grainer y arregló Delia Derbyshire.